# Фридрих II Легницкий
Фридрих II Легницкий, также известен как Фридрих II Легницкий Великий (пол. Fryderyk II legnicki, нем. Friedrich II von Liegnitz; 12 февраля 1480 — 17 ноября 1547) − князь Легницкий (1488—1547), Бжегский (1503—1505, 1521—1547), Волувский (1523—1547), Глогувский (1540—1544) и Зембицкий (1542—1547).

## Биография
Представитель легницкой линии Силезских Пястов. Второй сын Фридриха I (1446—1488), князя Легницкого (1454—1488), и Людмилы из Подебрад (1546—1503), дочери короля Чехии Йиржи из Подебрад.
В мае 1488 года после смерти князя Фридриха I Легницкого его владения (Легница, Хойнув и Любин) унаследовали сыновья Иоганн II Легницкий, Фридрих I и Георг I Бжегский под регентством своей матери, вдовствующей княгини Людмилы. После смерти супруга Людмила получила в качестве вдовьего удела города Бжег и Олаву. В ранние годы молодые князья некоторое время провели в Праге, при дворе короля Владислава II Ягеллона.
В 1495 году, после смерти своего старшего брата Иоганна II, Фридрих II стал главой Легницкого княжеского дома, но он оставался под опекой своей матери в течение еще трех лет, до 1498 года, когда он стал самостоятельно править в Легнице. Когда его младший брат Георг достиг совершеннолетия в 1505 году, оба брата решили разделить между собой отцовское княжество. Фридрих II получил Легницу, а Георг — Бжег и Любин. В 1503 году после смерти своей матери Людмилы князья Фридрих и Георг унаследовали её вдовий домен (Бжег и Олава).
В 1507 году князь Фридрих II Легницкий совершил паломничество в Святую Землю, став рыцарем Ордена Святого Гроба Господнего Иерусалимского.
В 1516—1526 годах князь Фридрих II Легницкий занимал должность губернатора Нижней Силезии.
В августе 1521 года после смерти своего бездетного младшего брата Георга Бжегского Фридрих унаследовал Бжегское княжество. Благодаря своей финансовой политике Фридрих II Легницкий увеличил территорию княжества, объединив Легницкое и Бжегское княжества.
С 1523 года князь Фридрих Легницкий был убежденным сторонником Реформации. Во время правления Фридриха II в Легнице был основан университет. В городах княжества царили порядок и чистота, было установлено уличное освещение и выложены улицы. Его достижением также было повышение защиты Легницкого княжества. В своём желании изменить планировку Легницы он перестроил многие часовни и церкви, городские стены и фортификационную систему. До 1521 года в пригороде было около 15 церквей и часовен, но все они были разрушены перед страхом турецкого вторжения, а на их месте возведены валы и создан второй ров. Вместе со своей супругой Софией Фридрих Легницкий создал пушку из бронзы для обороны своей столицы.
8 апреля 1525 года из-за близкого родства с династией Гогенцоллернов, а также дружбы с королем Польши Сигизмундом Старым, князь Фридрих II Легницкий был избран свидетелем в заключении Краковского договора между Польшей и Тевтонским орденом.
В 1523 году Фридрих II Легницкий, имея богатую казну, выкупил у Иоганна Турзо, брата епископа вроцлавского Иоганна V Турзо, Волувское княжество. В том же году он перешел в протестантизм и даровал населению свободу вероисповедания. В течение многих лет поддерживал реформатора Каспара Швенкфельда, но под давлением своего сюзерена, короля Чехии Фердинанда I Габсбурга, вынужден был отправить его в эмиграцию. В 1526 году Фридрих II Легницкий был одним из кандидатов на чешский королевский престол (по своей матери Людмиле он был внуком короля Йиржи из Подебрад). В 1537 году князь Фридрих Легницкий заключил с маркграфами Бранденбурга договор о взаимном наследовании владений, но через несколько лет это договор был отменен под давлением короля и знати Чехии. Союз с Гогенцоллернами остался частью его политического завещания и был реализован при его сыновьях, особенно Георгом II Бжегским.
В 1540—1544 годах князь Фридрих II Легницкий владел Глогувским герцогством в качестве залога. В 1542 году из-за большой задолженности зембицкие князья Иоахим, Генрих II, Иоганн и Георг Подебрадовичи уступили своему дяде Фридриху Легницкому Зембицкое княжество, которое после смерти Фридриха получил император Священной Римской империи и король Чехии Фердинанд I Габсбург.
Князь Фридрих II Легницкий — одна из фигур на картине Яна Матейко «Прусская дань».

## Семья
Князь Фридрих II Легницкий был дважды женат. 21 ноября 1515 года он женился первым браком на Елизавете Ягеллонке (13 ноября 1482 — 16 февраля 1517), младшей дочери короля польского и великого князя литовского Казимира IV Ягеллончика и Елизаветы Габсбург. У них была одна дочь:
- Ядвига (род. и ум. 2 февраля 1517)

24 ноября 1518 года Фридрих Легницкий вторично женился на Софии Брандербург-Ансбах-Кульмбахской (10 марта 1485 — 14 мая 1537), дочери Фридриха I, маркграфа Бранденбург-Ансбахского и Софии Ягеллонки, племяннице своей первой жены. У них родилось трое детей:
- Фридрих III (22 февраля 1520 — 15 декабря 1570), князь Легницкий (1547—1551, 1556—1559) и Любинский (1550—1551)
- Георг II (18 июля 1523 — 7 мая 1586), князь Бжегский, Олавский и Волувский (1547—1586)
- София (1525 — 6 февраля 1546), муж с 15 февраля 1545 года курфюрст Бранденбургский Иоганн Георг.